# 원죄적 정사 2014
"원죄적 정사 2014"는 한국에서 제작된 소팔석 감독의 2014년 멜로/로맨스, 스릴러 영화이다. 민준 등이 주연으로 출연하였다.

## 출연

### 주연
- 민준
- 순미
- 이리나

### 조연
- 제임스
- 시우